# Hinrich-Oscar Bernbeck
Hinrich-Oscar Bernbeck (5 de Julho de 1914 - † 9 de Outubro de 1982) foi um comandante de U-Boot que serviu na Kriegsmarine durante a Segunda Guerra Mundial.